# Savane tropicale de Brigalow
Localisation
La savane tropicale de Brigalow forme une écorégion définie par le fonds mondial pour la Nature (WWF) qui couvre une zone de plus de 400 000 km2 à l'est de la Nouvelle-Galles du Sud et du Queensland. Elle appartient à l'écozone australasienne et au biome des prairies, savanes et terres arbustives tropicales et subtropicales.